# Шахи Тамерлана
У цю гру грали в Персії в період правління Тамерлана (1336 — 1405). Деякі джерела повідомляють, що гру винайшов сам Тамерлан, але для визнання цього припущення істиною даних недостатньо. Шахи Тамерлана являють собою варіант гри шатрандж на великій дошці. 

## Дошка
Грають на одноколірній дошці, що складається зі 112 полів: десять рядків і одинадцять стовпчиків, плюс два додаткових поля, одне ліворуч на дев'ятому рядку, а інше праворуч на другому рядку. Ці два додаткових поля називаються цитаделями й відіграють особливу роль у грі. 

## Фігури
Кожний гравець має такі фігури: король, візир, генерал, два жирафи, два пікети, два коня, дві тури, два слона, два верблюди, дві військові машини та одинадцять пішаків. 
Пішаки, в свою чергу, відрізняються один від одного. Є пішак-король, пішак-візир, пішак-генерал тощо. Також є пішак-пішаків. 

## Ходи фігур
- Король, кінь і тура ходять як в сучасних шахах.

- Генерал ходить на одну клітину по діагоналі (подібно до ферзя в шатранджі).

- Візир ходить на одну клітину по горизонталі та вертикалі.

- Пікет ходить як слон у сучасних шахах, але щонайменше на дві клітини.

- Слон ходить як в шатранджі: на дві клітини по діагоналі (і ніколи на одну), при цьому може перестрибувати через фігури.

- Військова машина ходить на дві клітини по горизонталі та вертикалі (і ніколи на одну), може перестрибувати через фігури.

- Хід верблюда нагадує подовжений хід коня: на три клітини по горизонталі або вертикалі, потім одразу ж повертає під прямим кутом і робить ще один крок. Як і кінь, може перестрибувати через фігури.

- Хід жирафа починається з одного кроку по діагоналі  (жираф не може зупинитися на цьому кроці), потім хоча б три кроки по горизонталі або вертикалі. Не може перестрибувати фігури.

- Пішаки ходять як і в сучасних шахах, але відсутній подвійний хід, і правила перетворення інші.

## Правила перетворення
Пішаки перетворюються у фігури відповідного типу (пішак коня перетворюється на коня, пішак візира перетворюється у візира і т.д.). Пішак короля перетворюється на принца (для простоти його можна називати королем, оскільки це фактично та сама фігура). Пішак пішаків, дійшовши до останньої горизонталі, не перетворюється миттєво. Гравець може як хід перемістити пішака пішаків з останньої горизонталі на таке поле, де він буде атакувати фігуру супротивника, і від атаки не можна буде втекти. Поле, на яке гравець переміщує пішака таким чином, може зайняти будь-яка фігура, крім дружнього короля. Коли пішак пішаків доходить до краю дошки вдруге, він миттєво переміщається на поле, на якому починав дружній пішак короля. Коли він доходить до краю дошки втретє, тоді перетворюється на додаткового короля.

## Інші правила
Рокіровка відсутня. Один раз за партію гравець може поміняти короля місцями з будь-якою дружньою фігурою, але лише якщо король перебуває під шахом. Щоб перемогти, гравець повинен поставити королю супротивника мат або Пат (як і в шатранджі), тобто, фактично з'їсти короля, просто останній хід відкинутий. Якщо у гравця є два або три королі, то всіх їх потрібно з'їсти. У цитадель суперника гравець зможе перемістити лише короля (причому йдеться саме про короля з початкової позиції, а не принца або додаткового короля), в цьому разі гравець форсує нічию. У свою цитадель можна перемістити лише додаткового короля. У правилах є кілька неясних моментів[які?], про них не відомо нічого.